# Acanthocyclops tokchokensis
Acanthocyclops tokchokensis is een eenoogkreeftjessoort uit de familie van de Cyclopidae. De wetenschappelijke naam van de soort is voor het eerst geldig gepubliceerd in 1991 door Kim H.S. & Chang.